# Saint-Just-sur-Viaur
 Saint-Just-sur-Viaur  (en occitano Sent Just) es una población y comuna francesa, situada en la región de Mediodía-Pirineos, departamento de Aveyron, en el distrito de Rodez y cantón de Naucelle.

## Demografía
| 466 | 427 | 348 | 308 | 267 | 222 |
| Para los censos de 1962 a 1999 la población legal corresponde a la población sin duplicidades (Fuente: INSEE [Consultar]) |     |     |     |     |     |